# Xandra Schutte
Xandra Schutte (Amsterdam, 15 juli 1963) is een Nederlands journaliste. Sinds 1 juni 2008 is zij hoofdredacteur van het Nederlandse opinieweekblad De Groene Amsterdammer.

## Levensloop
Schutte bezocht de Vrije School in Den Haag en studeerde communicatiewetenschap en Nederlandse taal- en letterkunde aan de Universiteit van Amsterdam.
Ze werkte als redacteur voor literaire tijdschriften als Lust en Gratie en De Gids, als literatuurredacteur op de redactie van De Groene Amsterdammer (tot 1999) en als uitgever bij uitgeverij Meulenhoff.
Van 2001 tot 2004 was ze hoofdredacteur van het opinieweekblad Vrij Nederland gedurende een veelbesproken reorganisatie.
Op 20 februari 2016 was Schutte gastpresentator van het programma Een goedemorgen met... op NPO Radio 4.

### Privéleven
Schutte had een relatie met schrijfster Doeschka Meijsing, die haar boek Over de liefde (2008) grotendeels baseerde op hun verbroken relatie.
Zij had een relatie met Hendrik Jan Schoo; hij was de vader van haar zoon.